# Majdalena
Majdalena, früher Svatá Máří Magdaléna, (deutsch Sankt Maria Magdalena, auch St. Magdalena) ist eine Gemeinde in Tschechien. Sie befindet sich zehn Kilometer südöstlich von Třeboň und gehört zum Okres Jindřichův Hradec.

## Geographie
Majdalena befindet sich auf dem Gebiet des UNESCO-Biosphärenreservates Třeboňsko zwischen der Lainsitz und dem Kanal  Zlatá stoka in der Ebene des Wittingauer Beckens. Nordöstlich liegen mehrere große Fischteiche. Das zwei Kilometer südöstlich gelegene Wehr Pilař, wo der Goldene Kanal ansetzt, ist vor allem Wassersportlern auf der Lainsitz ein Begriff. Bei Überwindungsversuchen des gefährlichen Wehres starben dort bislang über 30 Personen. Unterhalb des Wehres mündet der Koštěnický potok in die Lainsitz.
Nachbarorte sind Lutová im Nordosten, Chlum u Třeboně im Osten, Kosky im Südosten, Suchdol nad Lužnicí im Süden, Cep im Südwesten, Herda und Barbora im Westen sowie Holičky und Třeboň im Nordwesten.
Durch Majdalena führt die Eisenbahn von Třeboň von České Velenice, die am südlichen Ortsende gelegene Bahnstation trägt den Namen Chlum u Třeboně, die im Ort Majdalena zastávka.

## Geschichte
Erstmals urkundlich erwähnt wurde das Dorf 1397.
Nach der Ablösung der Patrimonialherrschaften bildete Svatá Máří Magdaléna einen Ortsteil der Gemeinde Herda. 1897 gründete sich die Freiwillige Feuerwehr Majdalena.

## Gemeindegliederung
Für die Gemeinde Majdalena sind keine Ortsteile ausgewiesen. Zu Majdalena gehören die Ansiedlungen Barbora (St. Babara), Herda und Pilař. Grundsiedlungseinheiten sind Herda, Majdalena und Pilař.

## Sehenswürdigkeiten
- Naturreservat Staré jezero
- Naturreservat Novořecké močály
- Kanal Zlatá stoka, angelegt zwischen 1505 und 1520
- Kirche St. Maria Magdalena, am östlichen Ortsrand nahe der Lainsitz
- Kapelle der hl. Barbara bei der Einschicht Barbora